# Tetrochetus coryphaenae
Tetrochetus coryphaenae är en plattmaskart. Tetrochetus coryphaenae ingår i släktet Tetrochetus och familjen Accacoeliidae. Inga underarter finns listade i Catalogue of Life.